# Adiantum tibeticum
Adiantum tibeticum är en kantbräkenväxtart som beskrevs av Ren-Chang Ching och Y.X.Lin. Adiantum tibeticum ingår i släktet Adiantum och familjen Pteridaceae. Inga underarter finns listade.